# Marija Anžuvinska
Marija Anžuvinska (?, 1371. – Budim, 17. svibnja 1395.) je bila ugarsko-hrvatska kraljica u dva navrata; od 1382. do 1385. i od 1386. do svoje smrti, iz dinastije Anžuvinaca. Bila je starija kći kralja Ludovika I. Anžuvinskog i kraljice Elizabete. Budući da Ludovik I. nije imao muških potomaka, naslijedila ga je kći Marija na hrvatsko-ugarskom prijestolju. Istovremeno, Ugarska je bila i u personalnoj uniji s Poljskom, ali poljsko plemstvo je odbilo da monarh vlada Poljskom iz Budima u Ugarskoj pa je Marijina mlađa sestra Jadviga (Hedviga) okrunjena za poljsku kraljicu.
Marija je u vrijeme preuzimanja prijestolja bila maloljetna, budući da je imala tek jedanaest godina pa je u njeno ime vladala njena majka, kraljica Elizabeta, kao regentica. To je izazvalo nezadovoljstvo i pobunu hrvatskog plemstva protiv dviju kraljica, te je za protukralja izabralo napuljskog kralja Karla Dračkog. U međuvremenu se Marija udala za češkog kraljevića Žigmunda Luksemburškog koji je time nastojao osigurati za sebe ugarsko-hrvatsko prijestolje. Kraljica Elizabeta je početkom 1386. godine dala ubiti Karla Dračkog, nakon čega je njena kći Marija bila ponovno ustoličena na prijestolje. Taj nemili događaj izazvao je novu bunu hrvatskog plemstva, koje je zarobilo dvije kraljice; Mariju i njenu majku Elizabetu. Naposljetku je Elizabeta pogubljena, a Marija je oslobođena sredinom 1387. godine, nakon čega je vraćena na prijestolje, premda je naslov kralja i punu vlast u kraljevstvu preuzeo njen suprug Žigmund.

## Životopis

### Djetinjstvo i prvi uspon na prijestolje
Rodila se kao drugorođena od triju kćeri hrvatsko-ugarskog kralja Ludovika I. Anžuvinca (1342. – 1382.) i kraljice Elizabete Kotromanić, kćeri bosanskog bana Stjepana II. Kotromanića. Budući da Ludovik nije imao sina, nastojao je ostaviti Ugarsku s Hrvatskom i Poljsku te pretenzije na krunu Napuljskog Kraljevstva i Provansu, svojim dvjema preživjelim kćerima, Mariji i Jadvigi. Marija je nedugo nakon rođenja bila zaručena za Žigmunda, sina češkog kralja i rimsko-njemačkog cara Karla IV. Luksemburškog. Službeno su obavili zaruke u Nagyszombatu 1379. godine. U rujnu iste godine, Marijin otac Ludovik I. je sazvao poljske plemiće i prelate na sabor u Košice, gdje ih je nagovorio da priznaju njegovu kćer Mariju i njenog zaručnika Žigmunda za nasljednike poljskog prijestolja. Druga kći, Jadviga, bila je zaručena za Vilima Austrijskog, sina austrijskog nadvojvode Leopolda III. iz dinastije Habsburg i ona isprva nije bila u kombinacijama za nasljeđivanje poljske krune.
Marija je bila okrunjena za kralja Ugarske i Hrvatske 17. rujna 1382. godine, odmah sutradan nakon očeve smrti. Dogovor da bude okrunjena kao "kralj", a ne kao kraljica došla je kroz savjetovanje njene majke Elizabete i njenog glavnog savjetnika, ugarskog palatina Nikole I. Gorjanskog, čime se željelo osujetiti Žigmundove planove da preuzme krunu i vlast u potpunosti u svoje ruke. Istovremeno, poljsko plemstvo je odbilo da i dalje poljski kralj bude vladar koji vlada iz Ugarske, zbog čega je nakon duljih dogovora odlučeno da će se Ludovikova mlađa kći Jadviga okruniti za poljsku kraljicu.

### Pobuna velikaša u Hrvatskoj protiv kraljica
Poslije Ludovikove smrti i krunidbe novog vladara, maloljetne Marije, u čije je ime vladala njena majka Elizabeta, raslo je nezadovoljstvo među hrvatskim velikašima, koji su već dugo bili nezadovoljni vladavinom Anžuvinaca nad Hrvatskom. Njihovo nezadovoljstvo iskoristio je bosanski kralj Stjepan Tvrtko I. (1353. – 1391.), koji je preko svojih poslanika stao nagovarati hrvatske velikaše i dalmatinske gradove da se odvoje od ugarske krune, iz želje da teritorijalno poveća svoje kraljevstvo. Uz Tvrtka je pristao vranski prior Ivan od Paližne, ali ne i dalmatinski gradovi i većina hrvatskih velikaša. Kada su na kraljevskom dvoru saznali za Tvrtkove namjere, kraljica Elizabeta je odlučila doći osobno u Hrvatsku, na što je Ivan od Paližne podigao pobunu u Vrani. Međutim, kada je u pratnji Elizabete došla i kraljica Marija u Zadar, a u međuvremenu je bosanska pomoć bila izostala, Vrana se predala, a Ivan od Paližne je pobjegao u Bosnu.
Vladavina dviju kraljica je i dalje izazivala veliko nezadovoljstvo, koje se proširilo i na Ugarsku. Na čelo pobunjenika stala su braća Horvat, zagrebački biskup Pavao, nekadašnji mačvanski ban Ivan i Ladislav, kojima su se pridružili i ugarski velikaši, poput bivšeg bana Nikole Széchyja. Dvor je, na prijedlog palatina Nikole Gorjanskog, dogovorio pomirenje s hrvatskim i ugarskim velikašima u Požegi u svibnju 1385. godine. Međutim, kada su se velikaši uvjerili u neiskrenost kraljice Elizabete i palatina Gorjanskog, odlučili su svrgnuti kraljicu Mariju i na prijestolje dovesti napuljskog kralja Karla Dračkog, koji je bio jedini punoljetni muški predstavnik anžuvinske dinastije, koji je već bio upoznat sa zakonima Ugarske i Hrvatske, budući da je nekoć obnašao dužnost hrvatskog hercega.
U to vrijeme, provalio je Žigmund s vojskom u Ugarsku i primorao budimski dvor da ga vjenča s Marijom. Po izvršenju bračnog sakramenta, Žigmund se vratio u Češku.

### Ustoličenje Karla II. Dračkog za kralja
U međuvremenu je biskup Pavao Horvat otišao u Napulj i pozvao Karla Dračkog da preuzme vlast u Ugarskoj i Hrvatskoj. Nakon što se Marija odrekla krune, Karlo je 31. prosinca 1385. godine bio okrunjen u Stolnom Biogradu za hrvatsko-ugarskog kralja. Ubrzo su kraljica Elizabeta i svrgnuti palatin Nikola I. Gorjanski skovali urotu protiv novog kralja te su u veljači 1386. godine naložili ugarskom velikašu Blažu Forgaču da ubije novog kralja, što je ovaj izvršio. Poslije smrti kralja Karla II., Marija je opet postala kraljicom.

### Druga vladavina i zarobljavanje
Kada su kraljice Marija i Elizabeta došle u Gorjan u posjet palatinu Nikoli Gorjanskom, njih i pratnju napala su braća Horvat sa svojim ljudima. Nakon žestoke bitke, koja se odigrala rano ujutro 25. srpnja 1386. godine, tijekom koje su ubijeni palatin Gorjanski, kraljev ubojica Blaž Forgač i drugi, kraljice su zarobljene i odvedene te zatočene u tvrđavi u Novigradu kraj Zadra, gdje ih je držao u zarobljeništvu hrvatski ban Ivan od Paližne. Sredinom siječnja 1387. godine, kraljica Elizabeta je zadavljena pred očima njene kćeri Marije, dok je Mariji pošteđen život. U međuvremenu je Žigmund doznao za događaje u Gorjanu i zarobljavanje dviju kraljica te je pohitao u Ugarsku, gdje su ga velikaši izabrali za kralja i dali okruniti u Stolnom Biogradu. Nakon krunidbe, Žigmund je dogovorio pomoć Mletačke Republike, kako bi oslobodio svoju suprugu, kraljicu Mariju iz zatočeništva. Mletački brodovi su zatvorili grad s mora, a s kopna ga je držao u obruču krčki knez Ivan sa svojom i kraljevskom vojskom. Poslije duge opsade, ban Ivan od Paližne se, zbog oskudice hrane, morao predati početkom srpnja 1387. godine, uz uvjet da mu se dopusti nesmetano povlačenje iz grada i slobodan odlazak. U isto vrijeme je Žigmundova vojska pod zapovjedništvom Nikole II. Gorjanskog, sinom poginulog palatina, ostvarila velike vojne uspjehe u južnoj Ugarskoj i Slavoniji protiv pobunjenika, tako da su se braća Horvat, unatoč pomoći kralja Tvrtka I. i srpskog kneza Lazara (1371. – 1389.), morala povući u Bosnu.

### Zadnje godine vladavine
Poslije oslobođenja iz zarobljeništva, kraljica Marija je nastavila vladati uz svog supruga Žigmunda, ali je on vrlo brzo preuzeo sve vladarske ovlasti, dok je ona samo formalno ostala kraljicom. Nakon više godina, ostala je trudna. U svibnju 1395. godine, u viskom stupnju trudnoće, krenula je na jahanje u budimske šume, pala s konja koji ju je poklopio, što je izazvalo preuranjeni porod sina i teške povrede. Ubrzo nakon poroda je umrla, a umro je i njen tek rođeni sin. Poslije njene smrti, pretenzije na ugarsko i hrvatsko prijestolje izrazila je njena mlađa sestra i poljska kraljica Jadviga, ali Žigmund je uspio zadržati vlast bez većih problema.

## Vanjske poveznice
- Marija Anžuvinska Hrvatska enciklopedija
- Marija Ugarska (1371. – 1395.) Encyclopedia.com (engl.)

| Prethodnik:                           | Ugarsko-hrvatska kraljica (1382. – 1385.) | Nasljednik:                      |
| Ludovik I. Anžuvinski (1342. – 1382.) | Ugarsko-hrvatska kraljica (1382. – 1385.) | Karlo II. Drački (1385. – 1386.) |

| Prethodnik:                      | Ugarsko-hrvatska kraljica (1385. – 1395.) | Nasljednik:                                                                 |
| Karlo II. Drački (1385. – 1386.) | Ugarsko-hrvatska kraljica (1385. – 1395.) | Ladislav IV. Napuljski (1386. – 1409.) Žigmund Luksemburški (1387. – 1437.) |